# Senátní obvod č. 22 – Praha 10

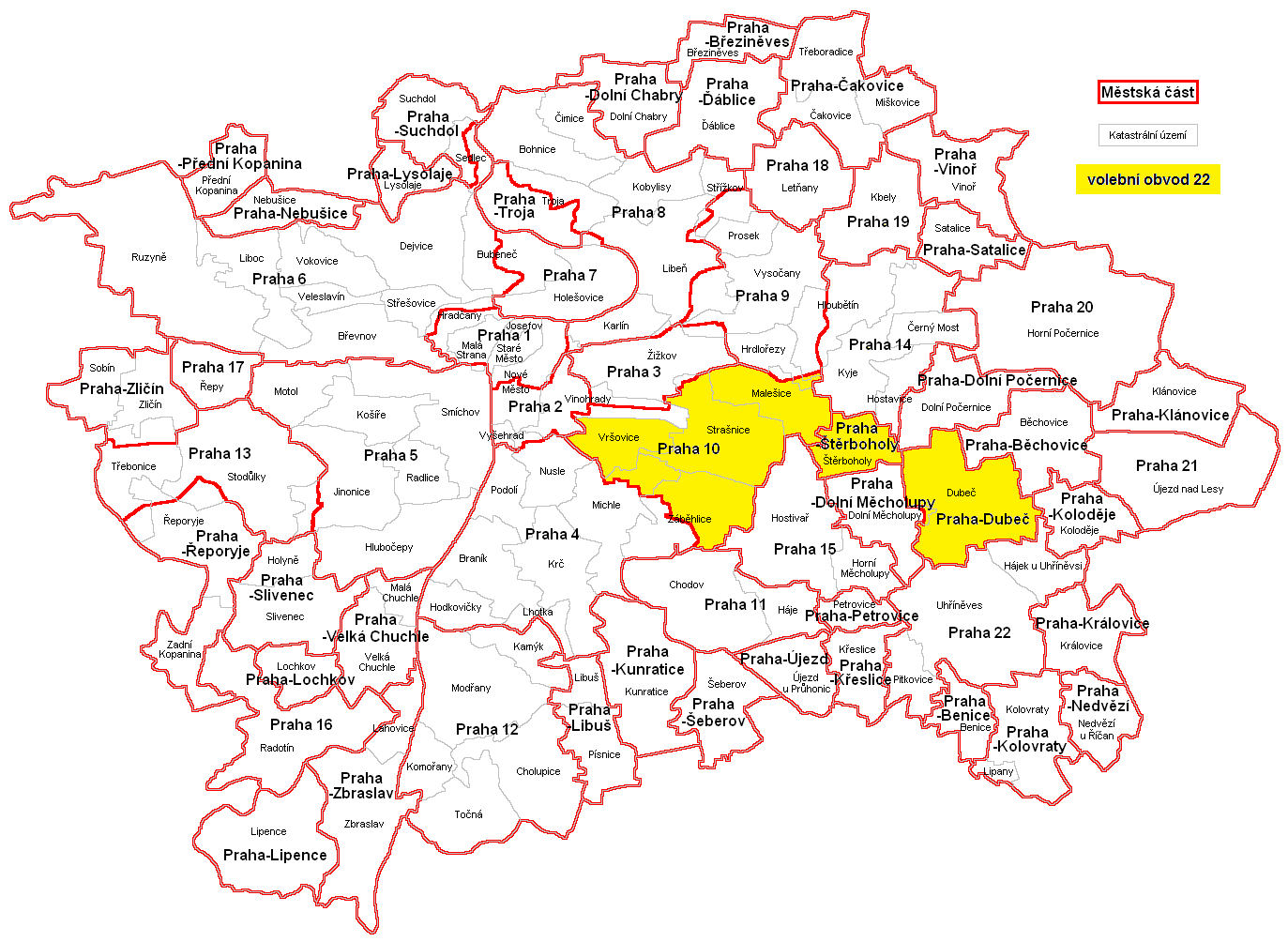
Senátní obvod č. 22 na mapě Prahy

Senátní obvod č. 22 – Praha 10 podle zákona č. 247/1995 Sb. zahrnuje území městské části Praha 10 s výjimkou příslušné části katastrálního území Vinohrady, a celých městských částí Praha-Štěrboholy a Praha-Dubeč.
Současným senátorem je od roku 2022 Jan Pirk, který byl zvolen jako nestraník za TOP 09 v rámci koalice SPOLU. V Senátu je členem Senátorského klubu ODS a TOP 09.

## Senátoři

Milan Kondr
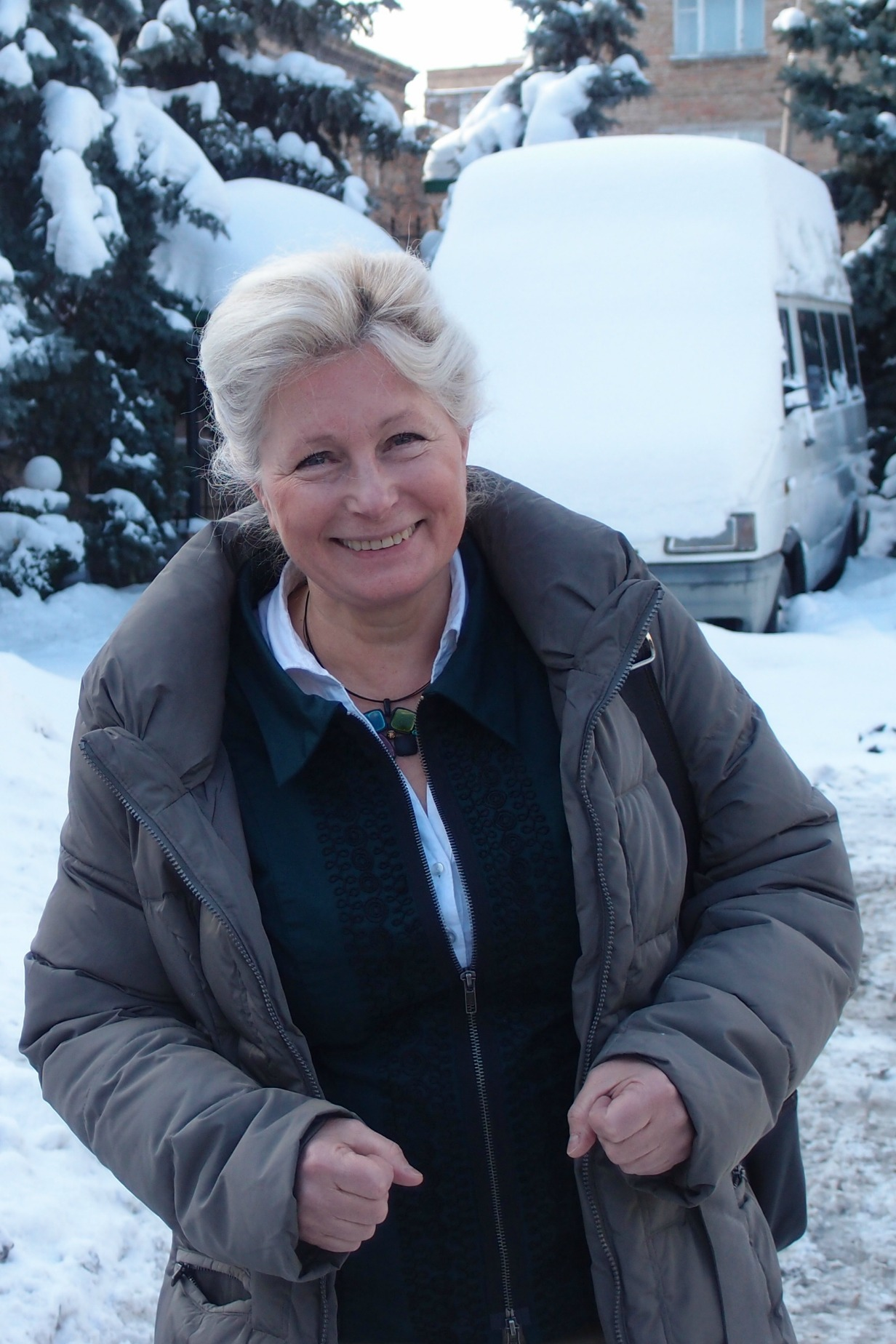
Zuzana Roithová
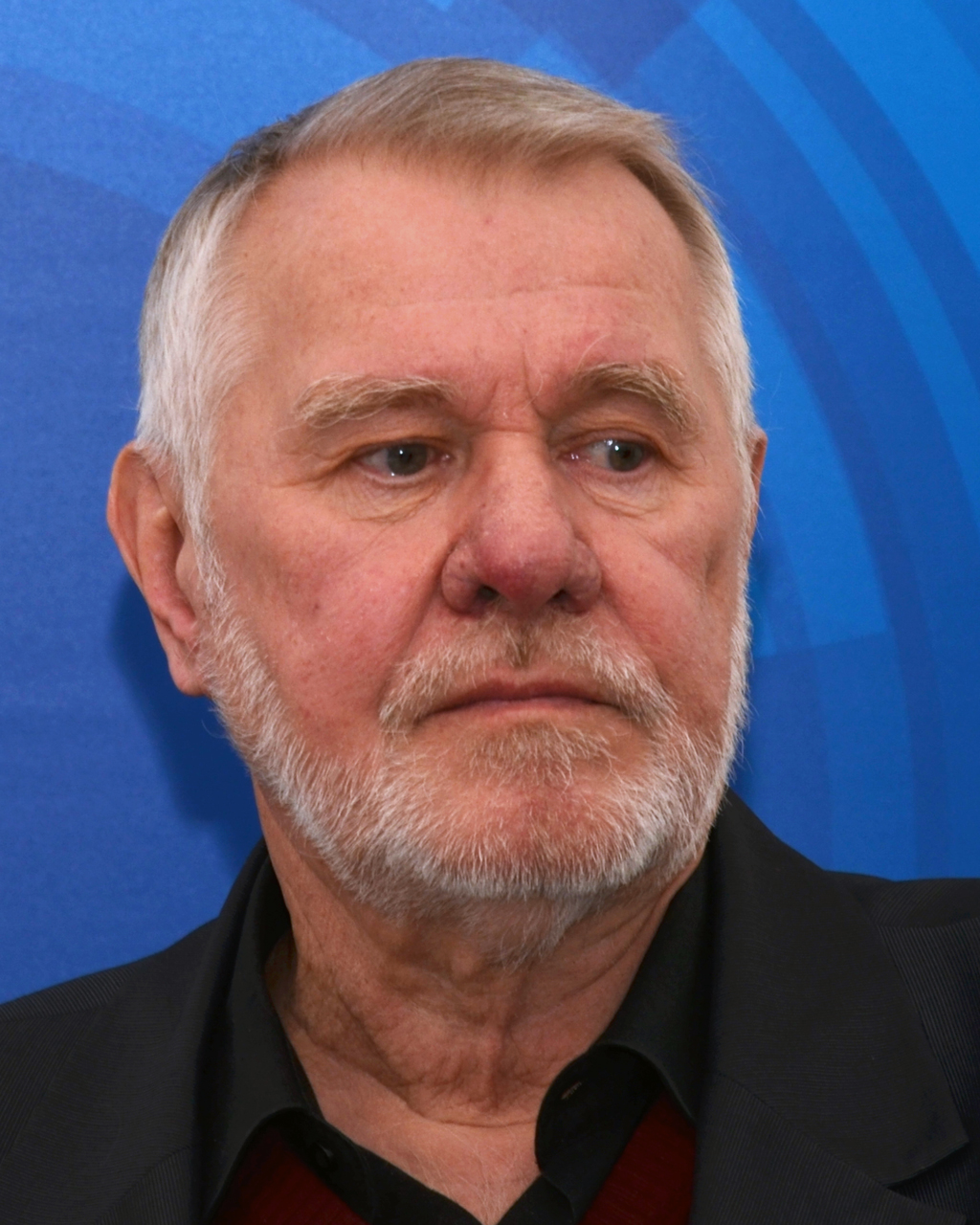
Jaromír Štětina
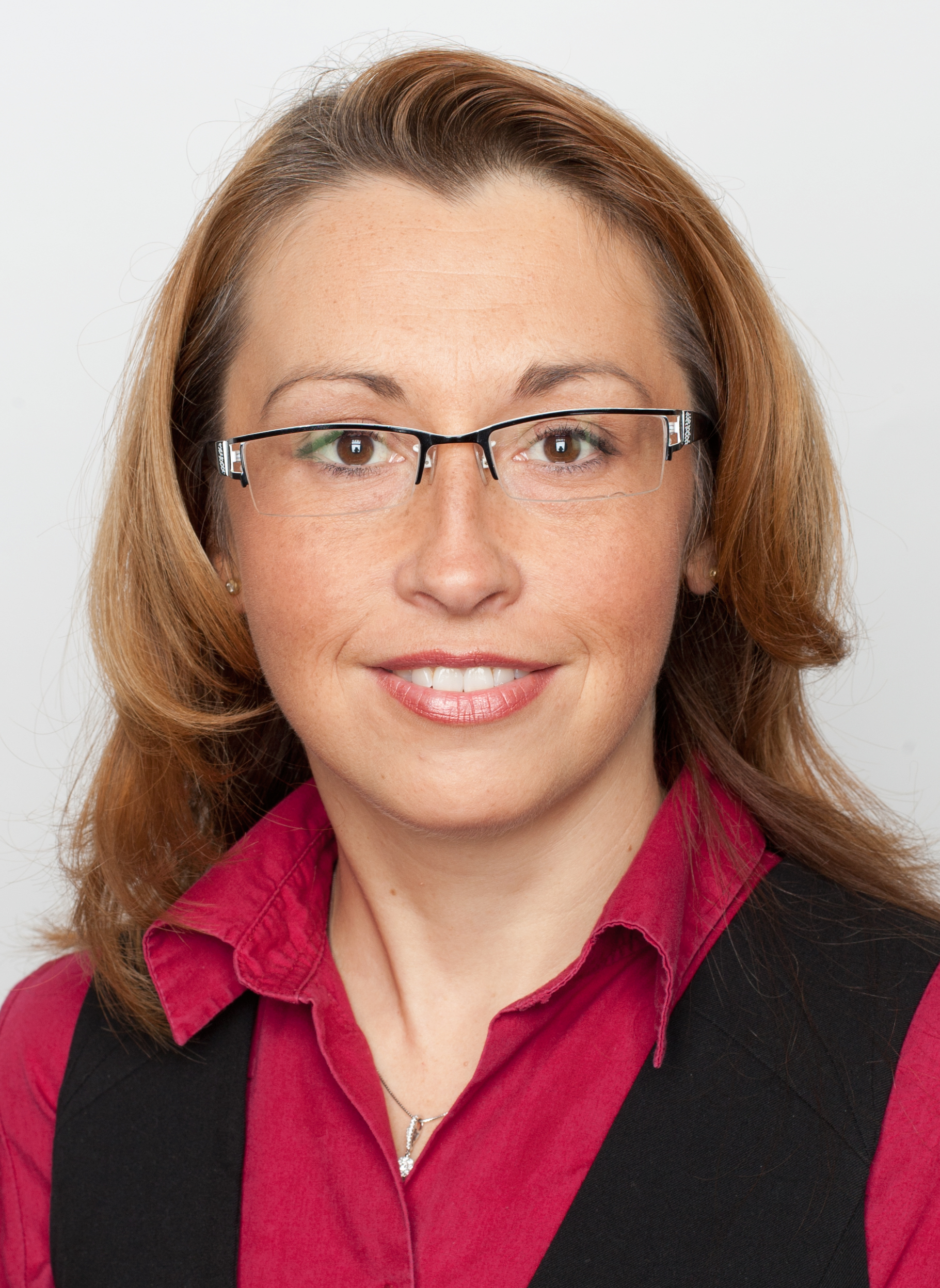
Ivana Cabrnochová
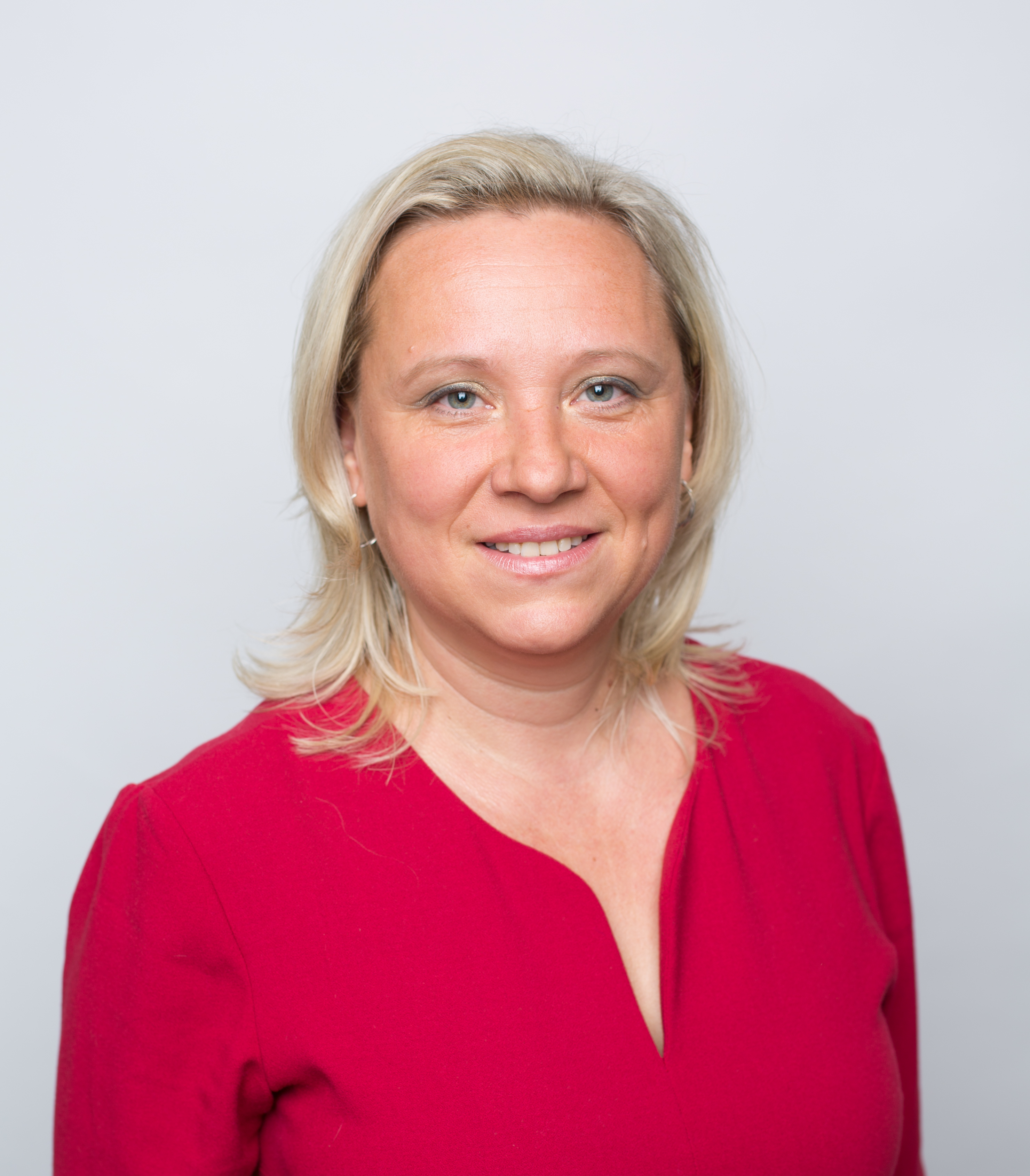
Renata Chmelová
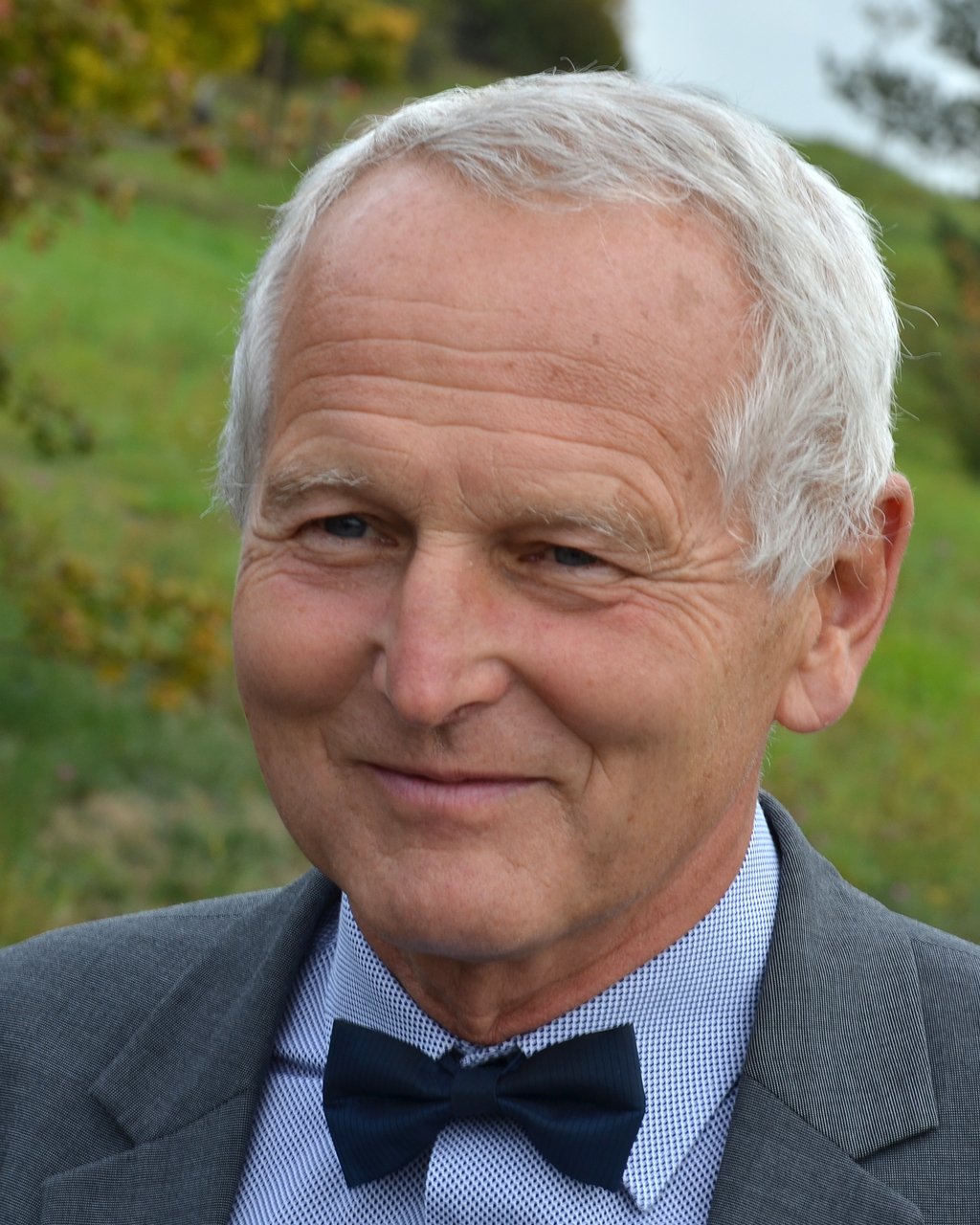
Jan Pirk

| Volby | Volby | Senátor                          | Volební strana            | Navrhující strana | Politická příslušnost | Odkaz  |
| ----- | ----- | -------------------------------- | ------------------------- | ----------------- | --------------------- | ------ |
|       | 1996  | Milan Kondr                      | ODS                       | ODS               | ODS                   | profil |
|       | 1998  | Zuzana Roithová                  | 4KOALICE                  | 4KOALICE          | BEZPP                 | profil |
|       | 2004  | Jaromír Štětina (do června 2014) | SZ                        | SZ                | BEZPP                 | profil |
|       | 2010  | Jaromír Štětina (do června 2014) | TOP 09, STAN              | TOP 09            | BEZPP                 |        |
|       | 2014  | Ivana Cabrnochová                | SZ, ČSSD                  | SZ                | SZ                    | profil |
|       | 2016  | Renata Chmelová                  | KDU-ČSL, Piráti, LES, DPD | KDU-ČSL           | BEZPP                 | profil |
|       | 2022  | Jan Pirk                         | KDU-ČSL, ODS, TOP 09      | TOP 09            | BEZPP                 | profil |

## Volby

### Rok 1996
| Kandidát | Kandidát                         | Volební strana | Navrhující strana | Politická příslušnost | Počet hlasů (1. kolo) | %     |
| -------- | -------------------------------- | -------------- | ----------------- | --------------------- | --------------------- | ----- |
|          | Ing. Milan Kondr                 | ODS            | ODS               | ODS                   | 23 583                | 50,84 |
|          | prof. MUDr. Václav Kordač, DrSc. | ČSSD           | ČSSD              | BEZPP                 | 8 813                 | 19,00 |
|          | JUDr. PhDr. Oldřich Choděra      | KDU-ČSL        | KDU-ČSL           | KDU-ČSL               | 5 242                 | 11,30 |
|          | Ing. Petr Kaifoš, CSc.           | KSČM           | KSČM              | KSČM                  | 4 121                 | 8,88  |
|          | Ing. Alena Hromádková            | DEU            | DEU               | DEU                   | 3 303                 | 7,12  |
|          | Ing. František Svoboda           | ČSNS           | ČSNS              | ČSNS                  | 738                   | 1,59  |
|          | JUDr. Ing. Jaroslav Anděl        | PB             | PB                | PB                    | 587                   | 1,27  |

### Rok 1998
| Kandidát | Kandidát                   | Volební strana | Navrhující strana | Politická příslušnost | Počet hlasů (1. kolo) | %     | Počet hlasů (2. kolo) | %     |
| -------- | -------------------------- | -------------- | ----------------- | --------------------- | --------------------- | ----- | --------------------- | ----- |
|          | MUDr. Zuzana Roithová, MBA | 4KOALICE       | 4KOALICE          | BEZPP                 | 15 333                | 39,54 | 21 575                | 67,10 |
|          | Ing. Milan Kondr           | ODS            | ODS               | ODS                   | 12 031                | 31,03 | 10 578                | 32,90 |
|          | Ing. Karel Výrut, CSc.     | ČSSD           | ČSSD              | ČSSD                  | 6 601                 | 17,02 | —                     | —     |
|          | Petr Zajíček               | KSČM           | KSČM              | KSČM                  | 3 612                 | 9,31  | —                     | —     |
|          | Věra Řezníčková            | SZ             | SZ                | BEZPP                 | 1 200                 | 3,09  | —                     | —     |

### Rok 2004
| Kandidát | Kandidát                        | Volební strana | Navrhující strana | Politická příslušnost | Počet hlasů (1. kolo) | %     | Počet hlasů (2. kolo) | %     |
| -------- | ------------------------------- | -------------- | ----------------- | --------------------- | --------------------- | ----- | --------------------- | ----- |
|          | Ing. Jaromír Štětina            | SZ             | SZ                | BEZPP                 | 7 137                 | 24,70 | 13 296                | 55,32 |
|          | Ing. Jan Malypetr, CSc.         | ODS            | ODS               | ODS                   | 10 068                | 34,84 | 10 735                | 44,67 |
|          | MUDr. Marie Alušíková, CSc.     | ČSSD           | ČSSD              | ČSSD                  | 3 425                 | 11,85 | —                     | —     |
|          | RSDr. Karel Hošek               | KSČM           | KSČM              | KSČM                  | 2 864                 | 9,91  | —                     | —     |
|          | MUDr. Milan Kudyn               | ED             | ED                | BEZPP                 | 2 383                 | 8,24  | —                     | —     |
|          | prof. Ing. Lubomír Mlčoch, CSc. | KDU-ČSL        | KDU-ČSL           | BEZPP                 | 1 811                 | 6,26  | —                     | —     |
|          | Bc. Blanka Misconiová           | ODA            | ODA               | ODA                   | 538                   | 1,86  | —                     | —     |
|          | John Bok                        | BPS            | BPS               | BEZPP                 | 429                   | 1,48  | —                     | —     |
|          | Mgr. Antonín Gondolán           | NEZ            | NEZ               | BEZPP                 | 191                   | 0,66  | —                     | —     |
|          | Mgr. Jan Skácel                 | ČHNJ           | ČHNJ              | ČHNJ                  | 44                    | 0,15  | —                     | —     |

### Rok 2010
1. kolo voleb se konalo 15. a 16. října spolu s obecními volbami, účast v něm byla 43,79 %. Do druhého kola postoupil z prvního místa dosavadní senátor Jaromír Štětina, z druhého pak Vladislav Lipovský.
| Kandidát | Kandidát                   | Volební strana | Navrhující strana | Politická příslušnost | Počet hlasů (1. kolo) | %     | Počet hlasů (2. kolo) | %     |
| -------- | -------------------------- | -------------- | ----------------- | --------------------- | --------------------- | ----- | --------------------- | ----- |
|          | Jaromír Štětina            | TOP 09, STAN   | TOP 09            | BEZPP                 | 11 210                | 31,01 | 10 794                | 57,50 |
|          | Mgr. Vladislav Lipovský    | ODS            | ODS               | ODS                   | 8 708                 | 24,09 | 7 976                 | 42,49 |
|          | Ing. Miroslav Svoboda      | ČSSD           | ČSSD              | ČSSD                  | 6 644                 | 18,38 | —                     | —     |
|          | Ing. Jana Bobošíková       | Suverenita     | Suverenita        | „21“                  | 3 326                 | 9,20  | —                     | —     |
|          | JUDr. Lubomír Ledl         | KSČM           | KSČM              | SDS                   | 2 139                 | 5,91  | —                     | —     |
|          | MUDr. Eva Stříteská        | SZ             | SZ                | BEZPP                 | 2 012                 | 5,56  | —                     | —     |
|          | Karel Duchek               | KDU-ČSL        | KDU-ČSL           | KDU-ČSL               | 704                   | 1,94  | —                     | —     |
|          | Mgr. Jaroslav Vocelka      | VV             | VV                | BEZPP                 | 633                   | 1,75  | —                     | —     |
|          | Ing. Miroslav Suja, Ph.D.  | DSZ            | DSZ               | BEZPP                 | 411                   | 1,13  | —                     | —     |
|          | Eva Svoboda                | SPOZ           | SPOZ              | SPOZ                  | 208                   | 0,57  | —                     | —     |
|          | MUDr. Bohdan Babinec, CSc. | ČSNS 2005      | ČSNS 2005         | ČSNS 2005             | 149                   | 0,41  | —                     | —     |

### Rok 2014
1. kolo doplňovacích voleb se konalo 19. a 20. září, účast v něm byla 15,8 %. Do druhého kola proběhlého 26. a 27. září, postoupily Ivana Cabrnochová za koalici SZ a ČSSD a Jana Dušková za ANO. Cabrnochová zvítězila ziskem 50,91 % platných hlasů.
| Kandidát | Kandidát                             | Volební strana | Navrhující strana | Politická příslušnost | Počet hlasů (1. kolo) | %     | Počet hlasů (2. kolo) | %     |
| -------- | ------------------------------------ | -------------- | ----------------- | --------------------- | --------------------- | ----- | --------------------- | ----- |
|          | Mgr. Ivana Cabrnochová               | SZ, ČSSD       | SZ                | SZ                    | 2 092                 | 15,83 | 3 664                 | 50,91 |
|          | prof. MUDr. Jana Dušková, DrSc., MBA | ANO            | ANO               | BEZPP                 | 2 060                 | 15,59 | 3 532                 | 49,08 |
|          | Mgr. Renata Sabongui                 | TOP 09, STAN   | TOP 09            | BEZPP                 | 2 055                 | 15,55 | —                     | —     |
|          | Antonín Panenka                      | NPP10-HPLD     | NPP10-HPLD        | BEZPP                 | 1 776                 | 13,44 | —                     | —     |
|          | JUDr. PhDr. Oldřich Choděra          | ODS            | ODS               | ODS                   | 1 564                 | 11,83 | —                     | —     |
|          | PharmDr. Lubomír Chudoba             | KDU-ČSL, LES   | KDU-ČSL           | BEZPP                 | 1 293                 | 9,78  | —                     | —     |
|          | RNDr. Jiří Payne                     | Svobodní       | Svobodní          | Svobodní              | 977                   | 7,39  | —                     | —     |
|          | RNDr. Milan Neubert                  | KSČM           | KSČM              | SDS                   | 954                   | 7,22  | —                     | —     |
|          | Ing. Miroslav Kos                    | SNOP13         | SNOP13            | BEZPP                 | 399                   | 3,01  | —                     | —     |
|          | Pavel Jánský                         | ČS             | ČS                | BEZPP                 | 43                    | 0,32  | —                     | —     |

### Rok 2016
1. kolo voleb se konalo 7.–8. 10. 2016. Senátorský mandát obhajovala Ivana Cabrnochová (SZ a ČSSD), TOP 09 nominovala chirurga Jiřího Holubáře, koalice VLASTA (tj. LES, KDU-ČSL, Piráti a DPD) ohlásili nominaci Renaty Chmelové, SsČR představila jako svého kandidáta Felixe Slováčka, za ODS kandidovala Irena Bartoňová Pálková, Patrioti ČR na boj o senátorské křeslo poslali Miroslava Korandu, bývalého ředitele základní školy a zastupitele.
Obhájkyně mandátu Ivana Cabrnochová nepostoupila ani do druhého kola, když v prvním kole skončila s 12,69 % hlasů až čtvrtá. Do druhého kola postoupila Renata Chmelová (KDU-ČSL, Piráti, DPD, LES) a Jiří Holubář (TOP 09, STAN). Volební účast v prvním kole činila 29,26 %.
Ve druhém kole, konaném ve dnech 14.–15. 10., získala senátorský mandát Renata Chmelová ziskem 57,45 % hlasů při volební účasti 17,56 %.
| Kandidát | Kandidát                         | Volební strana            | Navrhující strana | Politická příslušnost | Počet hlasů (1. kolo) | %     | Počet hlasů (2. kolo) | %     |
| -------- | -------------------------------- | ------------------------- | ----------------- | --------------------- | --------------------- | ----- | --------------------- | ----- |
|          | Renata Chmelová                  | KDU-ČSL, Piráti, LES, DPD | KDU-ČSL           | BEZPP                 | 5 459                 | 22,80 | 8 255                 | 57,45 |
|          | MUDr. Jiří Holubář               | TOP 09, STAN              | TOP 09            | BEZPP                 | 4 741                 | 19,80 | 6 114                 | 42,54 |
|          | prof. Ing. CSc. Eva Kislingerová | ANO                       | ANO               | BEZPP                 | 3 619                 | 15,12 | —                     | —     |
|          | Mgr. Ivana Cabrnochová           | SZ, ČSSD                  | SZ                | SZ                    | 3 038                 | 12,69 | —                     | —     |
|          | MUDr. Zdeněk Schwarz             | HPP                       | HPP               | BEZPP                 | 2 360                 | 9,86  | —                     | —     |
|          | Irena Bartoňová Pálková          | ODS                       | ODS               | BEZPP                 | 2 222                 | 9,28  | —                     | —     |
|          | Mgr. Ludmila Nedělkova           | KSČM                      | KSČM              | KSČM                  | 1 523                 | 6,36  | —                     | —     |
|          | Mgr. Miroslav Koranda            | Patrioti ČR               | Patrioti ČR       | Patrioti ČR           | 632                   | 2,64  | —                     | —     |
|          | Antonín Slováček                 | SsČR                      | SsČR              | BEZPP                 | 207                   | 0,86  | —                     | —     |
|          | JUDr. Josef Hőrl                 | ČSNS 2005                 | ČSNS 2005         | BEZPP                 | 133                   | 0,55  | —                     | —     |

### Rok 2022
Ve volbách v roce 2022 obhajovala svůj mandát jako nestranička za Zelené, STAN, LES a SEN 21 senátorka a bývalá starostka Prahy 10 Renata Chmelová. Mezi její vyzyvatele patřili pracovník v sociálních službách Štěpán Kavur z ČSSD, poslanec Jiří Kobza z SPD, malířka a fotografka Helena Leisztner z hnutí ANO, kandidátem koalice SPOLU (ODS, KDU-ČSL, TOP 09) byl kardiochirurg Jan Pirk. Do Senátu kandidoval také bývalý starosta Prahy 10 Bohumil Zoufalík z NPP10-HPLD.
První kolo vyhrál s 44,77 % hlasů Jan Pirk, do druhého kola s ním postoupila také Renata Chmelová, která obdržela 24,35 % hlasů. Druhé kolo vyhrál s 60,44 % hlasů Jan Pirk.
| Kandidát | Kandidát                    | Volební strana            | Navrhující strana | Politická příslušnost | Počet hlasů (1. kolo) | %     | Počet hlasů (2. kolo) | %     |
| -------- | --------------------------- | ------------------------- | ----------------- | --------------------- | --------------------- | ----- | --------------------- | ----- |
|          | prof. MUDr. Jan Pirk, DrSc. | KDU-ČSL, ODS, TOP 09      | TOP 09            | BEZPP                 | 14 846                | 44,77 | 9 796                 | 60,44 |
|          | Renata Chmelová             | Zelení, STAN, LES, SEN 21 | STAN              | BEZPP                 | 8 075                 | 24,35 | 6 410                 | 39,55 |
|          | Ing. Helena Leisztner       | ANO                       | ANO               | ANO                   | 3 838                 | 11,57 | —                     | —     |
|          | Mgr. Jiří Kobza             | SPD                       | SPD               | SPD                   | 3 514                 | 10,59 | —                     | —     |
|          | Mgr. Bohumil Zoufalík       | NPP10-HPLD                | NPP10-HPLD        | NPP10-HPLD            | 1 984                 | 5,98  | —                     | —     |
|          | Štěpán Kavur                | ČSSD                      | ČSSD              | ČSSD                  | 898                   | 2,70  | —                     | —     |

## Volební účast
|  | nejvyšší volební účast |  | nejnižší volební účast |

| Rok  | % (1. kolo) | % (2. kolo) |
| ---- | ----------- | ----------- |
| 1996 | 46,82       | —           |
| 1998 | 39,73       | 31,75       |
| 2004 | 30,53       | 25,35       |
| 2010 | 43,79       | 22,24       |
| 2014 | 15,80       | 8,75        |
| 2016 | 29,26       | 17,56       |
| 2022 | 42,00       | 19,99       |